# Liparis punctulatus
Liparis punctulatus är en fiskart som först beskrevs av Tanaka, 1916.  Liparis punctulatus ingår i släktet Liparis och familjen Liparidae. Inga underarter finns listade i Catalogue of Life.